# Marruecos (sencillo)
«Marruecos» es un sencillo del cantautor español José Luis Perales del álbum Gente maravillosa. Fue lanzado en 1993, por la discográfica Sony Music bajo el sello Columbia Records.

## Características de la canción
José Luis Perales se ha caracterizado por la composición de canciones comprometidas con diversas realidades que afectan a la sociedad en general y a la española en particular. “Marruecos" es un ejemplo de ella.
La canción tiene como tópico la inmigración marroquí al territorio español que vio un notable incremento promediando los 90'.
La canción menciona explícitamente la historia de un habitante de Marruecos que navega por el Mediterráneo a través de Gibraltar con el sueño de encontrar en España mejores condiciones de vida. Según la pluma de José Luis el inmigrante, podríamos decir, es musulmán, ya que dice que en el trayecto del viaje en barca, el protagonista “recita unos versos del Corán".
La música de la canción combina estilo de música Española y Marroquí con una melodía pegadiza.
Retomando con la lírica, podríamos decir que representa la idiosincrasia de la sociedad europea de mediados de los 90', y hasta podríamos afirmar que esta es una canción de protesta contra las conductas xenofóbicas.
El final es bastante duro pero real. Un español le dice al protagonista que “no hay lugar en España para él, que debe regresar".
Para finalizar, cabe decir que la inmigración es un tópico transversal en la discografía de José Luis Perales, otro ejemplo de ello son las canciones “Corazón de Caribe" del disco “Quedate Conmigo" (1998) y “Santo Domingo" del cd "Navegando por ti" (2006)

## Lista de canciones
| Lado A |             |          |  |
| N.º    | Título      | Duración |  |
| 1.     | «Marruecos» |          |  |

## Créditos y personal

### Músicos
- Dirección musical, orquestal y arreglos: Eddy Guerin
- Programación y teclados: Alberto Estebanez y José Antonio Quintano
- Guitarras: Juan Cerro
- Bajo: Eduardo Gracia
- Piano y teclados: Eddy Guerín
- Saxofón alto: Manuel «Manolo» Fernández (solista)
- Programación Forat 16 (artefacto utilizado para reducir el ruido):[3] Oscar Vinader
- Líder sección de cuerdas: Gavyn Wright
- Sección de metal y saxofón: Gary Barnacle
- Coros: Maisa, Edith, Soledad, Doris, Guzmán, Webo, Miguel y Adolfo

### Personal de grabación y posproducción
- Todas las canciones compuestas por José Luis Perales
- Edición de las letras: Editorial TOM MUSIC S.L.
- Grabación:
  -  España:
    - Madrid: Estudio Eurosonic

  -  Reino Unido:
    - Londres: The Angel Studio
- Mezcla: Estudio Eurosonic, Madrid
- Ingeniero de grabación y mezclas: Juan Vinader
- Asistente de grabación y mezclas: Antonio Álvarez
- Realización de copias maestras digitales: Kash Productions
- Compañía discográfica: Sony Music International (bajo el sello Columbia Records), A&R Development,  Nueva York, Estados Unidos
- Director de producción: José Luis Gil
- Productor ejecutivo: Tomás Muñoz
- Fotografías: Pablo Pérez-Mínguez
- Diseño gráfico: AS52 (Tony Luz y Delfín Melero)

### Créditos y personal
- Perales, José Luis (2012). «DISCOGRAFÍA - GENTE MARAVILLOSA». Archivado desde el original el 26 de abril de 2012. Consultado el 15 de enero de 2013.

- Datos: Q16601007